# Jeffersonville (Ohio)
Jeffersonville è un villaggio degli Stati Uniti d'America, situato nello stato dell'Ohio, nella contea di Fayette.